# Boterovo muzeum
Boterovo muzeum (Museo Botero) je galerie výtvarného umění v čtvrti La Candelaria jen pár kroků od náměstí Plaza de Bolívar v centru Bogoty. Muzeum je součástí kulturní čtvrti Bogoty La Manzana Cultural. Nese jméno nejznámějšího kolumbijského malíře a sochaře Fernanda Botery, jehož díla tvoří jádro sbírky a který umožnil založení muzea, když v roce 2000 daroval kulturní nadaci kolumbijské Národní banky 208 obrazů a soch.
Vedle sbírky Boterových uměleckých děl, zahrnující obrazy, kresby a sochy zde jsou obrazy slavných světových umělců, například Salvadora Dalího a Pabla Picassa.
V západním křídle muzea se na dvou podlažích nachází 123 děl Fernanda Botery. Mnoho děl vzniklo na konci 20. století a nese jeho charakteristický rukopis, zobrazení baculatých postav a tvarů: rukou, pomerančů, žen, mužů, dětí, ptáků a také vůdců FARC. Mezi známé obrazy s přehnanými tvary patří Pareja Bailando (Tančící pár) a Monalisa, karikatura Mona Lisy od Leonarda da Vinciho.
Zajímavá je také Boterova sbírka kreseb tužkou, např. portréty francouzských umělců Paula Cézanna a Gustava Courbeta. Mezi vystavenými sochami jsou další Boterovy baculaté objekty, jako Hombre a Caballo (Muž na koni) a El Sueño (Sen).
Ve východním křídle muzea je vystaveno 85 uměleckých děl mezinárodních umělců. Jsou zde práce světoznámých malířů, zastoupeni jsou například Francis Bacon, Joan Miró, Claude Monet a Auguste Renoir.
Výstava je strukturována chronologicky a pokrývá období od francouzského impresionismu 19. století až po umění pozdního 20. století. Vstup je zdarma.

## Galerie

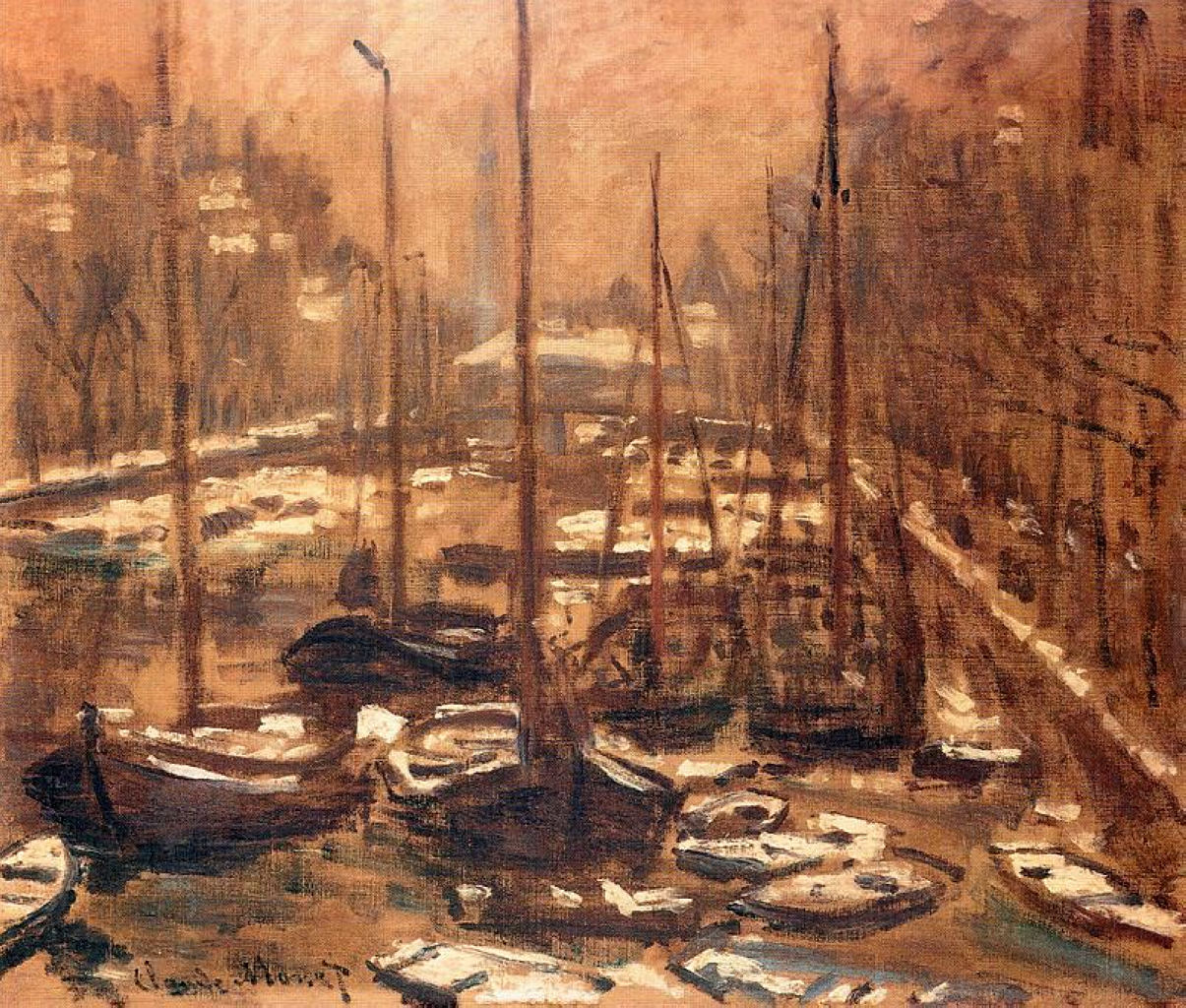
Claude Monet. Geldersekade v Amsterdamu v zimě, 1871-1874.
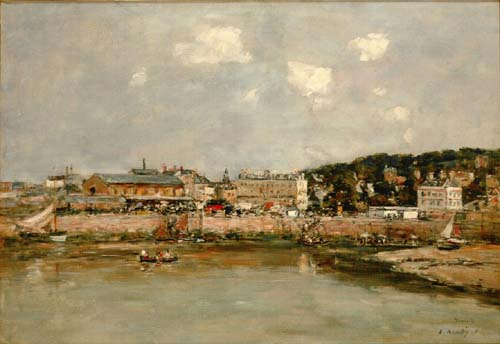
Eugène Boudin. Přístav v Trouville, 1884.
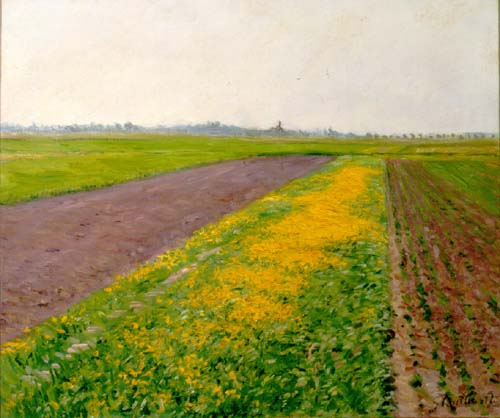
Gustave Caillebotte. Pláň u Gennevilliers, 1884.
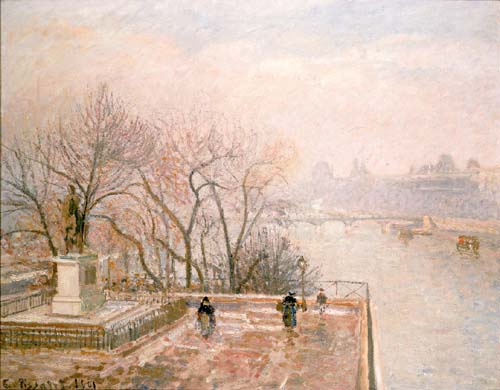
Camille Pissarro. Louvre, mlhavé ráno, 1901.
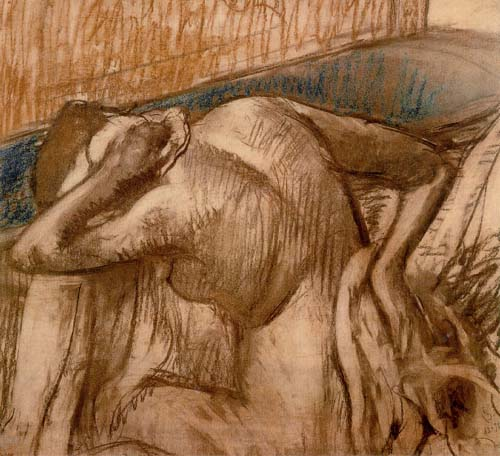
Edgar Degas. Žena v koupelně, 1902.